# Безвозвратные потери

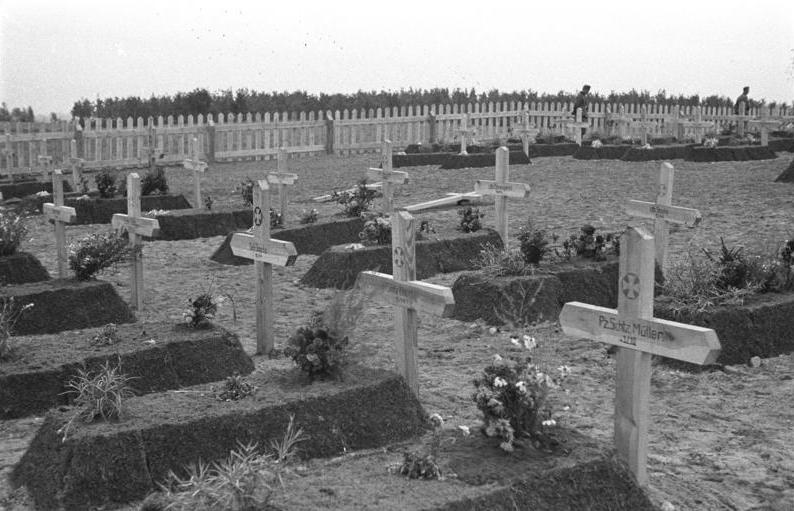
Немецкие безвозвратные потери в Польше, немецкое кладбище, 1939 год

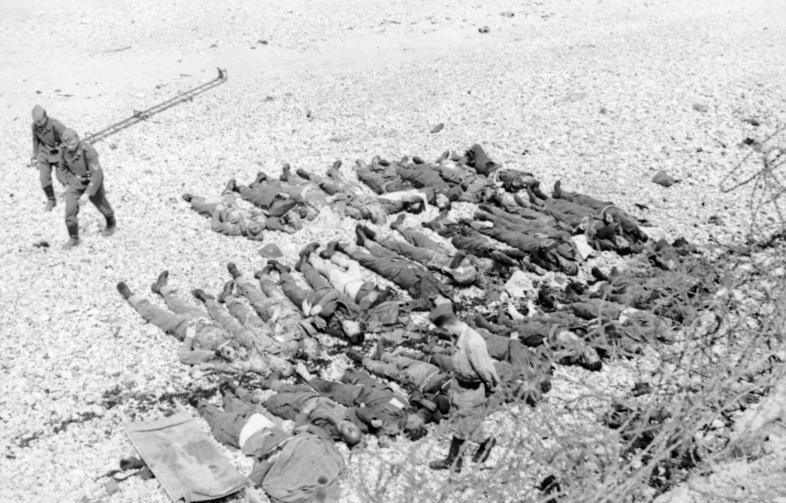
Американские и канадские безвозвратные потери во Франции, 1944 год.

Безвозвратные потери — военные потери в живой силе (среди военнослужащих сторон, участвующих в военном конфликте, которые безвозвратно утратили боевую способность) и в военной технике (не подлежащей восстановлению или оставшейся в руках противника), снаряжении, обмундировании — понесённые в ходе военных (боевых) действий.
Термин безвозвратные потери традиционно используется в военном деле, военной науке, военно-исторической литературе и исследованиях, посвящённых военным действиям. Как синонимы используются устойчивые выражения — людские потери, человеческие потери, безвозвратные демографические потери, безвозвратные потери в живой силе и так далее.

## Безвозвратные потери в живой силе (людские потери)

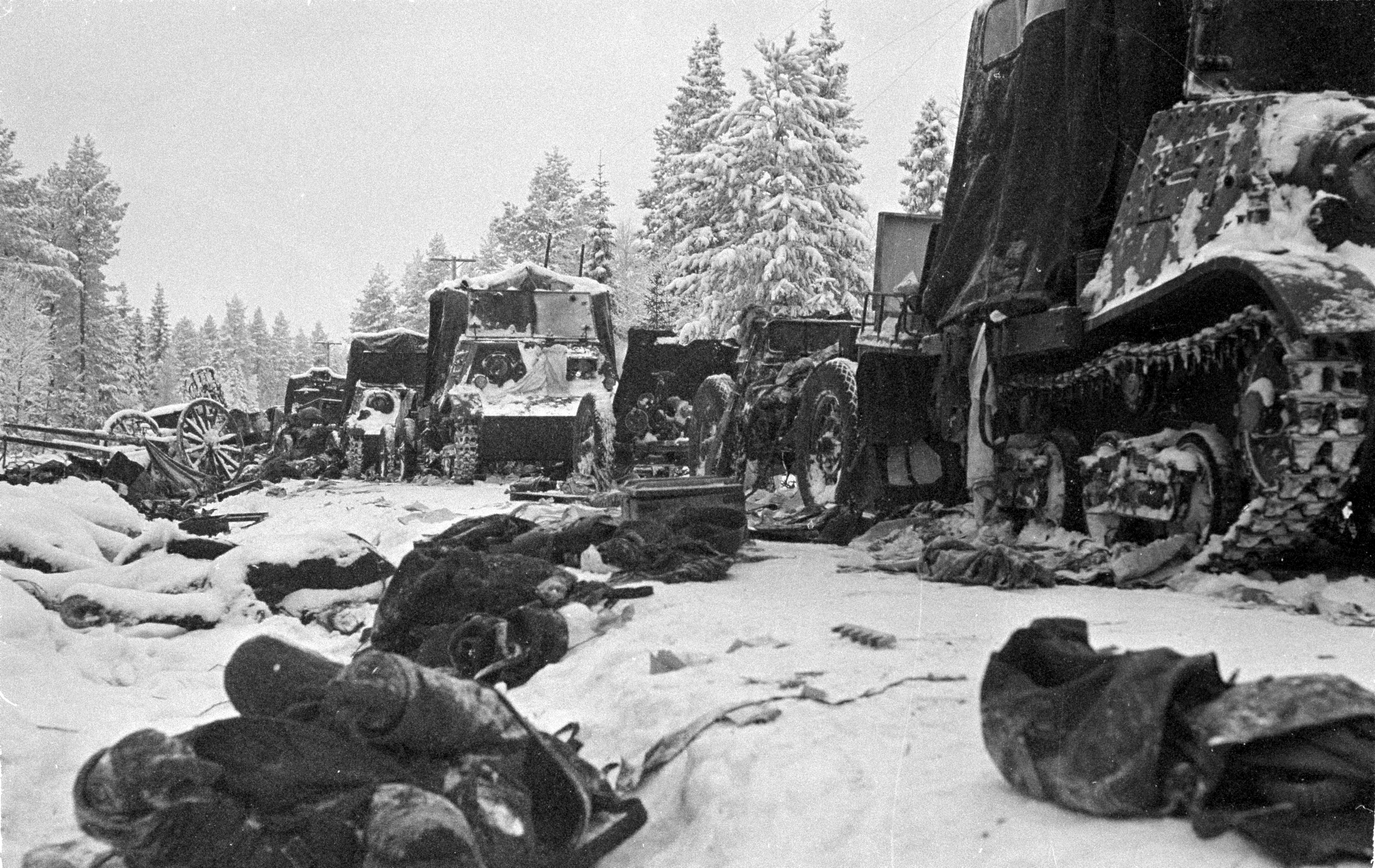
Советские безвозвратные потери в Финской войне 1940 г.

К безвозвратным потерям в живой силе относят: военнослужащих, погибших во время военных (боевых) действий, пропавших на фронте при невыясненных обстоятельствах, умерших от ран на поле боя или в лечебных учреждениях, умерших от болезней, полученных на фронте или умерших на фронте от других причин, попавшие в плен и не вернувшиеся из него, а также уволенные (синонимично: комиссованные) по ранению или болезни бессрочно как негодные к военной службе (инвалиды).
По своему характеру безвозвратные потери в живой силе распределяют на боевые и небоевые.

### Безвозвратные боевые потери в живой силе
Безвозвратные боевые потери — это убитые на поле боя, умершие от ран, ожогов, инфекций (в том числе поражения биологическим оружием), отравлений (в том числе поражения химическим оружием) или лучевой болезни (при поражении ядерным или радиологическим оружием) на этапах санитарной эвакуации и в госпиталях, пропавшие без вести в условиях боя и попавшие в плен, получившие несовместимые с дальнейшей военной службой ранения и иные тяжёлые последствия для здоровья. К боевым потерям также относят потери от так называемого «дружественного огня» (от непреднамеренного ведения огня по своим подразделениям, по причинам, связанным с ошибками в сложных боевых условиях, неточной информацией о дислокации комбатантов и прочее).
Безвозвратные потери среди гражданских лиц и других участников вооружённых конфликтов (не признанных комбатантами) во время ведения боевых действий, к боевым потерям не относятся.

### Небоевые безвозвратные потери в живой силе
К небоевым безвозвратным потерям относят — потери, прямо не связанные с непосредственным выполнением боевого задания, в том числе в войсках, ведущих боевые действия (погибшие в результате неосторожного обращения с оружием, иных нарушений техники безопасности, в авариях, катастрофах или в результате других несчастных случаев, умершие от заболеваний в лечебных учреждениях (в стационарах), покончившие жизнь самоубийством, казнённые по приговору военных трибуналов за различные воинские и уголовные преступления.

## Безвозвратные потери в военной технике, обмундировании и снаряжении
Безвозвратной потерей в военной технике служит вывод из строя условной единицы техники без возможности восстановления в каких бы то ни было условиях, либо восстановление не имеет смысла, по причине высоких затрат на условную единицу.

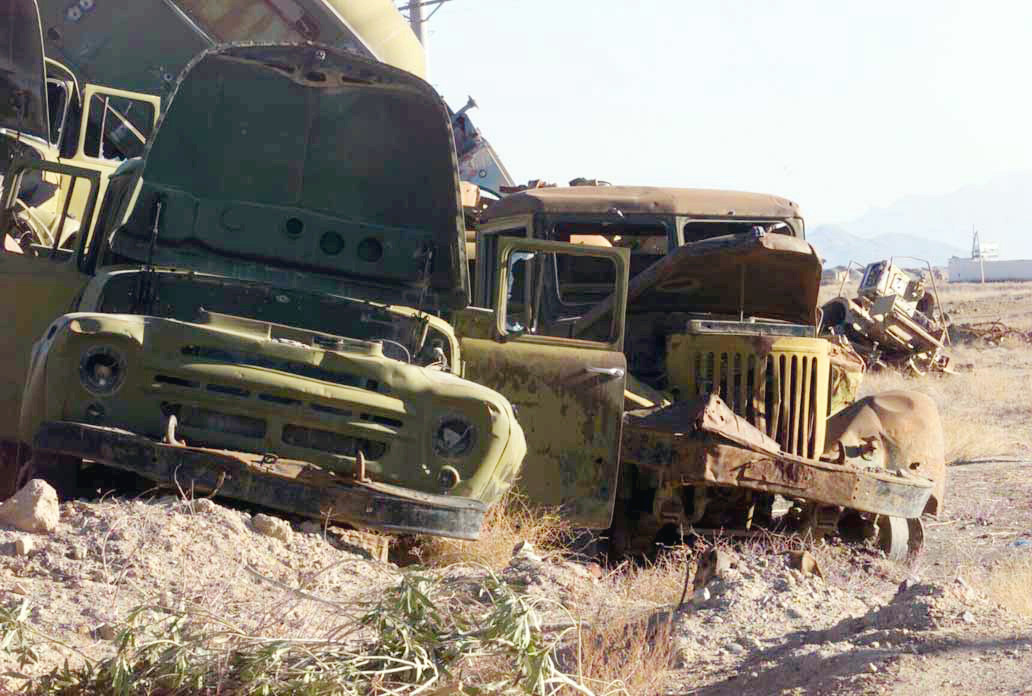
Безвозвратные потери автомобильной техники, Афганистан.